# Autodynamics
Autodynamics Corporation ist ein 1963 von dem ehemaligen Rennfahrer Ray Caldwell gegründetes Unternehmen, das sich bis 1971 mit der Produktion von Rennchassis, dem Tunen von Motoren und dem Bau von Rennwagen für die Amateurserie Formel V, Formel Ford, Formel Super V und Rennwagen mit Chevrolet-Motoren befasste. 1971 meldete das Unternehmen Gläubigerschutz unter dem Chapter 11 Regeln der USA an, konnte sich aber nicht mehr erholen. Der Sitz war in Marblehead in Massachusetts.

## Geschichte
Nach der Gründung am 18. November 1963 lancierte Caldwell Werbungen, in denen das erste Konzept eines Rennwagens für die Formel V angepriesen wurde. Die Antwort auf die Werbung führte zu der Konstruktion eines Wagens, den Caldwell selbst im ersten Rennen fuhr. Den ersten Profit erwirtschaftete Autodynamics 1967 bei einer Produktionsrate von 60 Fahrzeugen im Jahr.
Ab 1970 gab es eine Zusammenarbeit mit der Dearborn Automobile Company aus derselben Stadt.
Im Jahr 1971 reduzierten Detroits „Big Three“ ihre Unterstützung des Motorsports. Dodge beendete den Vertrag mit Autodynamics. Das Unternehmen ging in Konkurs. Am 7. Juli 1980 wurde Autodynamics aufgelöst.

## Straßenfahrzeuge
Neben den Rennwagen stellte das Unternehmen auch Straßenfahrzeuge her. Der Deserter war ein VW-Buggy. Der 1967 vorgestellte Hustler war ein Sportwagen, der dem Lotus Elan ähnelte. Er war ausschließlich als Kit Car erhältlich. Die Basis bildete das Fahrgestell vom VW Käfer. Für den Antrieb wurden Motoren vom Chevrolet Corvair sowie von Porsche und Volkswagen verwendet.
| Bezeichnung       | Baujahr | Hergestellt | Klasse       |
| ----------------- | ------- | ----------- | ------------ |
| D-1 MK.1          | 1964    | 186         | Formula Vee  |
| D-1A MK.2         | 1965    | 194         | Formula Vee  |
| D-1B Mk.3         | 1965    | 98          | Formula Vee  |
| D-3               | 1966    | 8           | Formula B    |
| D-4 MK.4          | 1967    | 98          | Formula Vee  |
| D-4a MK.4         | 1968    | 148         | Formula Vee  |
| Caldwell D-9      | 1969    | 55          | Formula Ford |
| D-4B MK.5         | 1969–70 | 55          | Formula Vee  |
| Caldwell D-9B     | 1970–71 | 48          | Formula Ford |
| Caldwell D-13     | 1971–72 | 74          | Formula Vee  |
| Caldwell D-10     | 1970–71 | 17          | FSV          |
| Caldwell D-7      | 1966–67 | 2           | Can-Am       |
| D-5 Husler        | 1968    | 43          | Street       |
| D-6 Deserter MK1  | 1967–69 | 802         | Dune-Buggy   |
| D-6A Deserter MK2 | 1967–72 | 410         | Dune-Buggy   |
| Dodge Challengers | 1970    | 3           | Trans-Am     |